# Sergio Montero
Sergio Montero Ortiz (Ripollet, Barcelona, Cataluña, 17 de marzo de 1997) es un futbolista español que juega como centrocampista ofensivo en las filas del Club de Futbol Intercity de Primera Federación.

## Trayectoria
Natural de Ripollet, Montero se incorporó al equipo juvenil del CE Sabadell FC a la edad de 13 años. Hizo su debut absoluto con el filial durante la campaña 2015-16 en la Tercera División, y renovó su contrato por dos años más el 21 de julio de 2016.
Montero hizo su debut en el primer equipo el 13 de mayo de 2018, jugando los últimos 28 minutos en un empate 0-0 en casa de Segunda División B contra el Lleida Esportiu . El 6 de julio se incorporó al Gimnàstic de Tarragona y fue cedido al equipo de campo de cuarta división.
Montero hizo su debut profesional el 9 de junio de 2019, comenzando en un empate 1-1 en casa contra el CD Lugo en la Segunda División, ya que su equipo ya estaba relegado . Un año más tarde fichó por el AE Prat de tercera división.
En la temporada 2021-22, firma por el Club Polideportivo El Ejido de la Segunda Federación.
El 14 de julio de 2022, regresa a las filas del Centre d'Esports Sabadell Futbol Club para jugar en Primera Federación.
El 7 de julio de 2023, firma por la Club Lleida Esportiu de Segunda Federación.
El 20 de junio de 2024, pasa a formar parte del Club de Futbol Intercity.

## Clubes
| Club                   | Pais   | Año       |
| ---------------------- | ------ | --------- |
| C.E. Sabadell          | España | 2017-18   |
| Gimnàstic de Tarragona | España | 2018-20   |
| Pobla de Mafumet C.F.  | España | 2018-20   |
| A.E. Prat              | España | 2020-21   |
| C.P. Ejido             | España | 2021-22   |
| C.E. Sabadell          | España | 2022-23   |
| Club Lleida Esportiu   | España | 2023-24   |
| C.F. Intercity         | España | 2024-Act. |